# La Vérité (film, 1960)
Pour les articles homonymes, voir La Vérité.
Pour plus de détails, voir Fiche technique et Distribution.
La Vérité est un film dramatique franco-italien réalisé par Henri-Georges Clouzot, sorti en 1960. Le film est nommé à l'Oscar du meilleur film en langue étrangère en 1961.

## Synopsis
Dominique Marceau (Brigitte Bardot), une séduisante jeune femme, est jugée en cour d'assises pour le meurtre de son ancien amant, Gilbert Tellier (Sami Frey). Leur histoire est racontée sous forme d'un puzzle narratif constitué de flashbacks et de scènes du procès. Le véritable visage de l'accusée se dessine peu à peu. À travers cette quête de la vérité, travaillant le doute et le questionnement du spectateur, Clouzot livre une critique acérée des mœurs conservatrices de l'époque.
Gilbert, un jeune chef d'orchestre, promis à Annie (Marie-José Nat), violoniste, tombe amoureux de la sœur de celle-ci, Dominique. C'est la première fois que Dominique se sent amoureuse. Néanmoins cela devient aussi pour elle un engagement trop important pour sa jeunesse instable. On lui reprochera ses mœurs légères durant le procès.
C'est pour Gilbert la révélation d'une passion dévorante, mais trop possessive pour Dominique. Pour Annie c'est un drame. Dominique, cependant, en tombant dans les bras d’un autre amant, essaie de rendre jaloux Gilbert pour se venger, après que ce dernier l'a quittée, car il avait pensé à tort qu'elle l'avait trompé.
Gilbert retourne auprès d'Annie et se fiance avec elle. Dominique sombre dans la dépression en apprenant la nouvelle. Elle tente alors de revoir Gilbert, et ils ont une dernière relation, secrète et fugace, mais Gilbert lui dit au matin qu'il n'est plus amoureux et qu'il ne veut plus la revoir. Dominique, dépressive, se trouve un pistolet pour éventuellement se suicider. Des semaines plus tard, encore amoureuse, elle vient armée au domicile de Gilbert. Alors qu'elle menace de se tuer devant lui, il la repousse avec une grande violence verbale, elle le tue spontanément. Elle veut retourner l'arme contre elle, mais a vidé son chargeur dans la fureur de l'acte. Elle tente alors de se suicider au gaz. Sauvée in extremis, elle est ensuite traduite devant les assises pour meurtre. Le procès s'achève  (et, avec lui, le film) quand on annonce au président que la prévenue s'est suicidée dans sa cellule.

## Fiche technique
- Titre : La Vérité
- Réalisation : Henri-Georges Clouzot, assisté de Serge Vallin et Claude Clément
- Scénario, adaptation et dialogues : Henri-Georges Clouzot, Véra Clouzot, Simone Drieu, Jérôme Géronimi (Jean Clouzot), Michèle Perrein, Christiane Rochefort
- Décors : Jean André, assisté de Robert André et Marc Desages
- Photographie : Armand Thirard ; Louis Née (opérateur)
- Son : William-Robert Sivel, assisté de A. Van der Meerenn et Jean Zann
- Montage : Albert Jurgenson, assisté de Éric Pluet et Claude Le Moro
- Musique : Jean Bonal[1], René-Louis Lafforgue, Robert Valentino[2], Giorgio Gaber-Tengo (éditions Ricordi), Yo tengo una muneca de Juanito Tremble[3] (éditions Semi).
  - Extrait de L'Oiseau de feu d’Igor Stravinsky (éditions Schott à Mayence), enregistré par les élèves du Conservatoire national supérieur de musique.
  - La musique du générique est extraite du Clavier bien tempéré de Jean-Sébastien Bach.
- Production : Raoul Lévy ; Roger Debelmas (producteur associé)
- Sociétés de production : Han Productions (Paris), C.E.I.A.P (Rome)
- Sociétés de distribution : Columbia
- Pays :  France /  Italie
- Langue : français
- Format : Noir et blanc -  1.66:1 - 35 mm - Son mono
- Genre : drame
- Durée : 122 minutes
- Date de sortie : France, 2 novembre 1960
- Visa d'exploitation : 25504
- Affiche : Macario Gómez Quibus (Espagne)

## Distribution
- Brigitte Bardot : Dominique Marceau
- Sami Frey : Gilbert Tellier
- Marie-José Nat : Annie Marceau, sœur de Dominique
- Charles Vanel : Me Guérin, avocat de la défense
- Paul Meurisse : Me Éparvier, avocat de la partie civile
- Louis Seigner : le président de la cour d'assises
- René Blancard : l'avocat général
- Colette Castel : l'avocate de la défense
- Charles Bouillaud : l'avocat d'Annie
- Christian Lude : M. Marceau
- Suzy Willy : Mme Marceau
- Jean-Loup Reynold : Michel Delaunay
- Jacques Perrin : Jérôme Lamy, ami de Michel
- Claude Berri : Georges, ami de Michel
- Barbara Sohmers : Daisy, amie de Michel
- Jacqueline Porel : l'avocate assistante de Me Guérin
- Colette Régis : la logeuse de Gilbert
- Fernand Ledoux : le médecin de Gérard, médecin légiste
- Louis Arbessier : le professeur au conservatoire
- Jackie Sardou (sous le nom de Jackie Rollin) : Mme Gaubert, la concierge
- Simone Berthier : une locataire, voisine de Gilbert
- Betty Beckers : l'étrangère qui prend la chambre de Daisy
- Laure Paillette : la religieuse lors du suicide de Dominique
- Guy Tréjan : le médecin lors du suicide de Dominique
- André Oumansky : Ludovic Toussaint, patron du Spoutnik
- Jacques Hilling : un client du Spoutnik
- Raymond Meunier : le cuisinier du Spoutnik
- Germaine Delbat : une employée du Spoutnik
- Robert Mercier : un homme au bistrot
- Jacques Marin : le conducteur de bus
- Hubert de Lapparent : le greffier du tribunal
- Paul Bonifas : un greffier du palais de justice
- Pierre Durou : un gendarme dans le box (non crédité)
- Marcel Loche : un assesseur (non crédité)
- Louis Saintève : un assesseur (non crédité)
- Robert Blome : un assesseur
- Marcel Delaître : un journaliste
- Marcel Cuvelier : un journaliste (non crédité)
- Pierre Roussel : un journaliste
- Albert Michel :  un journaliste à l'audience
- Marc Arian : un spectateur à l'audience
- Édouard Francomme : un spectateur à l'audience
- Roger Lécuyer : un homme à l'audience
- Dominique Zardi : un homme sortant du métro et à la terrasse d'un bar (non crédité)
- Claudine Berg : la jeune Brice (non crédité)
- Yvonne Dany : un membre du public (non crédité)
- Georgette Peyron : un membre du public (non crédité)
- Francis Lemonnier : l'ami de Gilbert au Conservatoire de musique (non crédité)
- Arlette Gleize
- Jean Houbé : André Martinot
- Jenny Doria (non crédité)
- Jean Roucher (non crédité)

## Production
Le tournage a eu lieu à partir du 2 mai 1960 dans les studios Franstudio de Joinville-le-Pont.
MUSIQUE: l'extrait dirigé par Sami Frey devant l'orchestre du Conservatoire est issu de l'Ouverture Leonor III de Beethoven. Voir https://www.youtube.com/watch?v=qn-XyWTQZI0
Autres lieux
- 4e arrondissement de Paris
  - Rue Saint-Antoine au débouché de la rue des Tournelles,
    - devant le café "Le Rempart" faisant angle avec la rue Castex, Dominique (Bardot) commence à traverser la rue mais se jette sous la première voiture qui arrive depuis la place de la Bastille.

- 5e arrondissement de Paris
  - Rue Galande

- 6e arrondissement de Paris
  - Rue Antoine Dubois

- 8e arrondissement de Paris
  - Avenue des Champs-Élysées

## Accueil

### Box office
Le film fait salle comble durant de nombreuses semaines, provoquant un bouche à oreille de qualité. Le film tiendra l'affiche de nombreux mois et deviendra encore un énorme succès pour Henri-Georges Clouzot et  Brigitte Bardot avec 5 692 000 entrées en France.

### Critiques
« Un scénario dont l'architecture est un modèle d'ingéniosité et de précision, une mise en scène qui ne laisse pas l'ombre d'une chance au hasard, une interprétation dirigée de main de maître, voilà ce que nous offre La Vérité. »

— Jean de Baroncelli, Le Monde

### Distinctions
- Oscars 1961 : nommé parmi les meilleurs films en langue étrangère
- Golden Globe 1961 : meilleur film étranger
- David di Donatello Awards 1961 : meilleure actrice étrangère pour Brigitte Bardot

## Sortie vidéo
Le film sort en digibook DVD/Blu-ray/Livret le 28 février 2020 chez Coin de Mire Cinéma, dans la collection La Séance. En complément du film se trouvent des bandes d'actualité, des bandes annonces et publicités d'époque, le documentaire Le Scandale Clouzot (diffusé sur Arte en 2017), et un livret avec des documents d'époque, 10 tirages photographiques et une affichette.

## Autour du film
Clouzot a déclaré avoir eu l'idée du scénario après avoir assisté à différents procès d'assises. Le film est notamment l'adaptation d'un fait divers bien réel, l'histoire de Pauline Dubuisson, jugée en 1953 pour le meurtre de son ex-fiancé, qu'elle a tué après qu'il eut rompu avec elle et se fut fiancé avec une autre jeune femme. Si Pauline Dubuisson avait quelques traits communs avec le personnage du film, ce n'était pas la jeune femme oisive du film. Le réalisateur a, par ailleurs, écarté l'épreuve subie par Pauline lors de l'épuration à la Libération, où elle fut tondue et violée pour avoir été la maîtresse d'un médecin-colonel allemand. Véra Clouzot, l'épouse du réalisateur, a participé à l'écriture du scénario, quelques mois avant de disparaître prématurément.
Hugues Aufray a été envisagé un temps pour jouer le rôle de Gilbert Tellier, il avait même tourner des essais avec Brigitte Bardot, mais voyant le caractère et la façon de travailler de Clouzot, il a préférer partir, le rôle est finalement tenu par Sami Frey.
Brigitte Bardot (alors mariée à Jacques Charrier) et Sami Frey vécurent, après le film, une histoire d'amour longue de plusieurs années.
Henri-Georges Clouzot, connu pour sa grande dureté et sa technique consistant à pousser à bout nerveusement les actrices de ses films, poussa tellement Brigitte Bardot à « cracher ses tripes », que cette dernière, trop imprégnée de son personnage bien après la fin du tournage, commit une tentative de suicide, comme Dominique à la fin du film. Pour cette scène, le réalisateur fait croire à l'actrice qu'elle boit un verre d'eau et un cachet d'aspirine, qu'il remplace par des somnifères et du whisky. Bardot tombe dans un long sommeil et sa famille menace Clouzot de procès. Clouzot et Bardot en sont même venus aux mains sur le tournage. Jacques Perrin a d'ailleurs révélé qu'avec Sami Frey ils avaient tous les deux menacé Clouzot de quitter le tournage si ce dernier continuait à crier sur les acteurs.
Peu après la fin du tournage, Brigitte Bardot, comme son personnage, tente de se suicider, à Menton, le 28 septembre 1960, jour de ses 26 ans. Certains établissent alors, selon la journaliste Yvonne Baby, « une relation de cause à effet entre la fatigue qu'a entraînée l'interprétation d'un rôle nouveau pour elle et cette résolution désespérée ». Dans un entretien accordé au Parisien en 2009, Brigitte Bardot expliquera : « J’ai passé ma jeunesse à fuir les photographes et les journalistes qui ont gâché cette partie de ma vie et ont été un peu responsables de ma tentative de suicide le 28 septembre 1960 ». Dans un entretien accordé en 2012 à Vogue Hommes, elle ajoute : « Sur le tournage de La Vérité, Clouzot m’a tellement persuadée que j’étais cette femme de mœurs légères, cette tragédienne, que j’ai fini par y croire. Je suis devenue Dominique. Au point que des mois plus tard, j’ai voulu me suicider », mais ajoute « C’est mon meilleur film. ».
En 1989, près de trente ans après sa première sortie commerciale, le film ressort en salles. Brigitte Bardot en est informée par Henry-Jean Servat, qui recueille cette confidence : « Oui, je me moque de ma carrière, sauf [de] La Vérité. S'il doit rester une seule trace de mon passage sur les écrans, je souhaite que ce soit dans ce film où, pendant et après, j'ai conscience d'avoir été une vraie comédienne. »